# 103 Carinae
103 Carinae (V344 Carinae /V344 Car / f Carf / f Carinae) é uma estrela na direção da Carina. Possui uma ascensão reta de 08h 46m 42.56s e uma declinação de −56° 46′ 11.3″. Sua magnitude aparente é igual a 4.50. Considerando sua distância de 546 anos-luz em relação à Terra, sua magnitude absoluta é igual a −1.62. Pertence à classe espectral B3Vne. É uma estrela variável Gamma Cassiopeiae.